# Заворушення у Новій Каледонії (2024)
Заворушення у Новій Каледонії 2024 році. У травні 2024 року в Новій Каледонії, заморській території Франції в Тихому океані, спалахнули протести та заворушення. Насильницькі протести призвели до нещодавньої заборони TikTok, сім смертей та оголошення надзвичайного стану.

## Хід подій
Акції протесту в Новій Каледонії розпочалися 13 травня у відповідь на пропозицію французьких депутатів внести поправки до конституції, які дозволять голосувати на місцевих виборах усім, хто прожив у Новій Каледонії понад десять років. Противники поправок побоюються, що зміни ще більше маргіналізують корінне населення – канаків, що становлять близько 40% населення Нової Каледонії.
Протести переросли у заворушення та сутички між лоялістами та прихильниками незалежності Нової Каледонії. Влада відразу заблокувала в Новій Каледонії соціальну мережу TikTok, якою масово користувались протестувальники і запровадила надзвичайний стан, який тривав до 27 травня. Декілька районів заморської території Франції, Нової Каледонії, вийшли з-під контролю влади.
1 червня стало відомо що французька влада відправила 16 бронемашин Centaure жандармерії і 3500 представників сил безпеки.